# Oberna crispata
Oberna crispata là loài thực vật có hoa thuộc họ Cẩm chướng. Loài này được Ikonn. mô tả khoa học đầu tiên.